# Браун, Рут
Рут Браун (англ. Ruth Brown, 12 января 1928 — 17 ноября 2006) — американская певица ритм-н-блюз и актриса. Прославилась в 1950-х годах своими хитами на студии «Atlantic Records», среди которых «So Long», «Teardrops from My Eyes» и «(Mama) He Treats Your Daughter Mean». Из-за большой популярности Браун, студия даже получила прозвище «Дом, который построила Рут»/
После затишья она вновь возродила к себе интерес в 1970-х годах, а наивысшего пика популярности достигла в 1980-х, когда снялась в нескольких фильмах, а также стала обладательницей премии «Тони» за участие в бродвейском мюзикле «Чёрное и синее», и премии «Грэмми» за одноимённый саундтрек.

## Биография

### Юность и становление карьеры
Рут Элстон Уэстон родилась 12 января 1928 года в городе Портсмут в штате Виргиния старшей из семи детей в семье рабочих. Её отец был грузчиком в порту, а в свободное время пел в церковном хоре. Несмотря на это Рут не пошла по стандартному пути с выступления в церкви, а увлеклась пением в ночных клубах и на концертах для военнослужащих. Её вдохновителями для становления музыкальной карьеры в то время были Сара Вон и Билли Холидей. В 1945 году Рут убежала из дома вместе со своим парнем, трубачом Джимми Брауном, за которого вскоре вышла замуж. После свадьбы они образовали дуэт и выступали в барах и клубах. Затем она в течение месяца сотрудничала с оркестром Лакки Миллендера, но была уволена после того, как принесла музыкантам бесплатные напитки. Рут Браун осталась в Вашингтоне, где прошло их последнее совместное выступление.
Там Браун познакомилась с Бланш Кэллоуэй, сестрой прославленного Кэба Кэллоуэй, которая организовала ей концерт в одном из ночных клубов столицы, а позже стала её менеджером. Уиллис Коновер, ведущей радиостанции «Голос Америки», приметил начинающую певицу и порекомендовал её директорам недавно появившейся звукозаписывающей компании «Atlantic Records» Амету Эртегюну и Хербу Абрамсону. Для Рут Браун было организовано прослушивание, но на него она так и не попала, из-за серьёзной автомобильной катастрофы, в результате которой она девять месяцев провела в больнице. Несмотря на это в 1948 году Эртегюн и Абрамсон приехали из Нью-Йорка в Вашингтон для того, чтобы всё-таки услышать пение Рут Браун. Её музыкальные данные их очень порадовали, но они всё-таки убедили её перейти с исполнения популярных баллад на R&B.

### Успех и признание
На своём первом прослушивание уже на студии «Atlantic Records» Браун исполнила песню «So Long», которая после её записи сразу же стала хитом. Следующим крупным её успехом стал хит «Teardrops from My Eyes», записанный в 1950 году и занимавшая в течение 11 недель первое место в R&B хит-параде Billboard. Эта песня, написанная Руди Тумбс, стала основополагающей в начавшейся профессиональной карьере Рут Браун, утвердив её в списке выдающихся исполнителей R&B.
В течение следующего десятилетия многие песни Браун становились хитами. Среди них «I’ll Wait for You» (1951), «I Know» (1951), «5-10-15 Hours» (1953), «(Mama) He Treats Your Daughter Mean» (1953), «Oh What a Dream» (1954), «Mambo Baby» (1954) и «Don’t Deceive Me» (1960). Её успех в качестве одной из ведущих исполнительниц R&B принёс ей прозвища «Маленькая мисс Ритм» и «Девушка со слезой в голосе». В целом с 1949 по 1955 год Браун возглавляла R&B-хит-парад в течение 149 недель, став при этом самой популярной исполнительницей на студии «Atlantic Records», из-за чего та получила прозвище «Дом, который построила Рут».

### Возобновление интереса
В 1960 году Рут Браун исчезла из поля зрения общественности, чтобы посвятить себя семье и воспитания своего единственного сына. Лишь по прошествии 15 лет американский комик Редд Фокскс убедил её возобновить музыкальную карьеру, а спустя ещё четыре года принять участие в съёмках ситкома «Привет, Ларри». В 1983 году Браун впервые появилась на Бродвее в мюзикле «На уголке Аминь», поставленному по одноимённой пьесе Джеймса Болдуина.
В 1988 году режиссёр Джон Уотрес пригласил Рут Браун в свой культовый фильм «Лак для волос», в котором она блистательно исполнила роль Мотормаус Мейбелл, владелицы музыкально магазина, борющейся за права чернокожих. Год спустя Браун вновь появилась на Бродвее в мюзикле «Черное и синее», благодаря которому стала обладательницей престижной премии «Тони», а также музыкальной награды «Грэмми» за запись альбома «Blues on Broadway», ставшего саундтреком к этому мюзиклу.
Рут Браун была активной сторонницей борьбы за права музыкантов R&B, что в итоге привело к созданию Фонда Ритм-н-блюза, независимой организации, стремящейся исторически и культурно сохранить R&B, организовывать финансовую помощь, а также отстаивание прав для выплат музыкантам роялти. В 1989 году, в первый же год её основания, Браун стала обладательницей специальной премии организации.

### Поздние годы
В 1993 году Рут Браун была включена в Зал славы рок-н-ролла с пометкой «Королева-мать блюза». В 1990-х годах она часто выступала с другими исполнителями блюза, в том числе с Чарльзом Брауном, а в конце века гастролировала вместе с Бонни Райтт, ещё одной американской блюзовой певицей. Её автобиография «Мисс Ритм», поступившая в продажу в 1995 году, была удостоена специальной премии за музыкальную журналистику.
Рут Браун умерла в центральном госпитале Лас-Вегаса 17 ноября 2006 года, из-за осложнений после перенесённых ею инфаркта и инсульта, которые сильно подкосили её здоровье в октябре того года. 22 января 2007 года в одной из баптистский церквей Гарлема прошёл мемориальный концерт в память о Рут Браун, одной из самых блистательных исполнительниц R&B.

## Синглы
| Год  | Песня                                 | US R&B Singles | US Pop Singles | Альбом                                            |
| ---- | ------------------------------------- | -------------- | -------------- | ------------------------------------------------- |
| 1949 | "So Long"                             | 4              | -              |                                                   |
| 1950 | "Teardrops from My Eyes"              | 1              | -              | Rockin' with Ruth                                 |
| 1951 | "I'll Wait for You"                   | 3              | -              |                                                   |
| 1951 | "I Know"                              | 7              | -              |                                                   |
| 1952 | "5-10-15 Hours"                       | 1              | -              |                                                   |
| 1952 | "Daddy Daddy"                         | 3              | -              | Ruth Brown                                        |
| 1953 | "(Mama) He Treats Your Daughter Mean" | 1              | 23             | Ruth Brown                                        |
| 1953 | "Wild, Wild Young Men"                | 3              | -              | Ruth Brown                                        |
| 1953 | "Mend Your Ways"                      | 7              | -              | Ruth Brown & Her Rhythmakers - Sweet Baby of Mine |
| 1954 | "Oh What a Dream"                     | 1              | -              | Ruth Brown                                        |
| 1954 | "Mambo Baby"                          | 1              | -              |                                                   |
| 1955 | "As Long As I'm Moving"               | 4              | -              | Rockin' with Ruth                                 |
| 1955 | "Bye Bye Young Men"                   | 13             | -              | Rockin' with Ruth                                 |
| 1955 | "I Can See Everybody's Baby"          | 7              | -              | Rockin' with Ruth                                 |
| 1955 | "It's Love Baby (24 Hours a Day)"     | 4              | -              | The Best of Ruth Brown                            |
| 1955 | "Love Has Joined Us Together"         | 8              | -              | The Best of Ruth Brown                            |
| 1956 | "I Want to Do More"                   | 3              | -              | Sweet Baby of Mine                                |
| 1956 | "Sweet Baby of Mine"                  | 10             | -              | Sweet Baby of Mine                                |
| 1957 | "Lucky Lips"                          | 6              | 25             | The Best of Ruth Brown                            |
| 1958 | "This Little Girl's Gone Rockin'"     | 7              | 24             | Rockin' with Ruth                                 |
| 1958 | "Why Me"                              | 17             | -              | Miss Rhythm                                       |
| 1959 | "I Don't Know"                        | 5              | 64             | Miss Rhythm                                       |
| 1959 | "Jack'O Diamonds"                     | 23             | 96             | Miss Rhythm                                       |
| 1960 | "Don't Deceive Me"                    | 10             | 62             | Rockin' with Ruth                                 |
| 1960 | "Taking Care of Business/Honey Boy"   |                |                |                                                   |

## Фильмография
| Год       |   | Русское название   | Оригинальное название   | Роль              |
| --------- | - | ------------------ | ----------------------- | ----------------- |
| 1994      | ф | Шейк, Рэттл и Рок! | Shake, Rattle and Rock! | Элла              |
| 1993      | ф | Чёрное и синее     | Black and Blue          | Певица            |
| 1991      | ф | Перемена личности  | True Identity           | Марта             |
| 1988      | ф | Лак для волос      | Hairspray               | Мотормаус Мейбелл |
| 1981      | ф | Под радугой        | Under the Rainbow       | Уборщица          |
| 1981      | с | Джефферсоны        | The Jeffersons          | Бетти             |
| 1979—1980 | с | Привет, Ларри      | Hello, Larry            | Леона Уилсон      |

## Награды
- Тони 1989 — «Лучшая актриса в мюзикле» («Чёрное и синее»)
- Грэмми 1989 — «Лучший саундтрек» («Blues on Broadway»)